# Paradoja de la banda esférica
La paradoja de la banda esférica no es una paradoja en sentido estricto, pero choca con nuestro sentido común debido a que tiene una solución que parece imposible. 

## Enunciado
Nos encontramos con una esfera perfectamente lisa con un millón de veces el tamaño de nuestro Sol. Una banda de acero abraza estrechamente a esta esfera alrededor del ecuador.
Esta banda de acero se alarga en 1 m, de manera que se eleve de la esfera a igual altura en todo su contorno. ¿Esto dejará la banda despegada de la esfera a una altura suficiente como para poder:
1. ¿Deslizar un papel bajo la banda?
2. ¿Deslizar una mano bajo la banda?
3. ¿Deslizar una pelota de tenis bajo la banda?

Aunque a priori la respuesta que daríamos es que es imposible siquiera que un papel pase bajo la banda, la respuesta correcta es que se puede incluso pasar la pelota de tenis, ya que la banda se despega de la esfera unos 16 cm.

## Explicación
La altura a la que se elevará la banda de la esfera es la misma independientemente del tamaño de la esfera, por muy grande o pequeña que sea. El por qué de este hecho es el siguiente: cuando la banda rodea tensamente a la esfera por su ecuador, su longitud es la misma que la longitud del ecuador de la esfera; y esta longitud se calcula multiplicando el diámetro de la esfera por el número π (matemáticamente L = D · π). Si aumentamos la longitud de la banda un metro, el diámetro de la banda aumentará 1 / π y como π es aproximadamente 3.1416, el diámetro la banda aumentará aproximadamente 1 / 3.1415 = 0.3183 m, es decir, casi 32 cm. Dado que el radio es la mitad del diámetro, la distancia entre el ecuador de la esfera y la banda ampliada es 32 / 2 = 16 cm.
Esto funciona con esferas de cualquier tamaño, ya sean mil billones de veces el sol, una naranja o la cabeza de un alfiler.

## Explicación matemática
Matemáticamente esto se puede expresar como:
{\displaystyle C_{0}}: Longitud circunferencia original
{\displaystyle r_{0}}: Radio del círculo original
{\displaystyle C_{1}}: Longitud circunferencia ampliada
{\displaystyle r_{1}}: Radio del círculo ampliado
{\displaystyle \pi }: número pi (3.1415....)
Entonces:
(1) {\displaystyle C_{0}=2\pi \;r_{0}}
(2) {\displaystyle C_{1}=2\pi \;r_{1}}
(3) {\displaystyle C_{1}=C_{0}+1~m}
De la ecuación (1) obtenemos:
{\displaystyle C_{0}=2\;\pi \;r_{0}\quad \longrightarrow \quad r_{0}={\cfrac {C_{0}}{2\pi }}}
y de la ecuación (2):
{\displaystyle C_{1}=2\;\pi \;r_{1}\quad \longrightarrow \quad r_{1}={\cfrac {C_{1}}{2\pi }}}
Reemplazando:
{\displaystyle \left.{\begin{array}{l}r_{0}={\cfrac {C_{0}}{2\pi }}\\\left.{\begin{array}{l}r_{1}={\cfrac {C_{1}}{2\pi }}\\C_{1}=C_{0}+1~m\end{array}}\right\}\longrightarrow \quad r_{1}={\cfrac {C_{0}+1~m}{2\pi }}={\cfrac {C_{0}}{2\pi }}+{\cfrac {1~m}{2\pi }}\end{array}}\right\}\longrightarrow \quad r_{1}=r_{0}+{\cfrac {1~m}{2\pi }}}
Sabiendo que:
{\displaystyle {\cfrac {1~m}{2\pi }}\approx 0.1591549\dots ~m\approx 16~cm}
O sea el nuevo radio es unos 16 cm mayor que el original, independientemente del radio original, siendo la diferencia de radio la separación entre el cinturón original y el nuevo.